# Dark Side
«Dark Side» es una canción de la banda finlandesa post-hardcore Blind Channel. Representó a Finlandia en el Festival de la Canción de Eurovisión 2021, habiendo ganado Uuden Musiikin Kilpailu 2021. Alcanzó el número uno en Finlandia el 28 de febrero de 2021.
La canción fue nominada en los Global Metal Apocalypse Awards 2021, donde terminó en el noveno lugar.

## Festival de la Canción de Eurovisión
La canción fue seleccionada para representar Finlandia en el Festival de la Canción de Eurovisión 2021, después de ganar Uuden Musiikin Kilpailu 2021, el concurso de música que selecciona las entradas de Finlandia para el Festival de la Canción de Eurovisión. Las semifinales del concurso de 2021 contaron con la misma alineación de países determinada por el sorteo de las semifinales del concurso de 2020. Finlandia se colocó en la segunda semifinal, celebrada el 20 de mayo de 2021, y actuó en la segunda mitad del espectáculo. La canción terminó en sexta posición en la Gran Final con 301 puntos.

## Listas
| Listas (2021)                       | Puesto más alto |
| ----------------------------------- | --------------- |
| Países Bajos (Single Top 100)       | 22              |
| Bélgica (Ultratip Flanders)         | 1               |
| Irlanda (IRMA)                      | 62              |
| Islandia (Tónlist)                  | 10              |
| Austria (Ö3 Austria Top 40)         | 64              |
| Grecia (IFPI)                       | 54              |
| Lituania (AGATA)                    | 5               |
| Noruega (VG-lista)                  | 27              |
| Suecia (Sverigetopplistan)          | 28              |
| Alemania (Official German Charts)   | 51              |
| Finlandia (Suomen virallinen lista) | 1               |
| Suiza (Swiss Music Charts)          | 39              |
| Reino Unido (UK Singles)            | 66              |
| Reino Unido (UK Indie)              | 11              |
| Reino Unido (UK Rock & Metal)       | 3               |